# Meerpet
Meerpet é uma cidade no distrito de Rangareddi, no estado indiano de Andhra Pradesh.

## Demografia
Segundo o censo de 2001, Meerpet tinha uma população de 12 940 habitantes. Os indivíduos do sexo masculino constituem 51% da população e os do sexo feminino 49%. Meerpet tem uma taxa de literacia de 63%, superior à média nacional de 59,5%: a literacia no sexo masculino é de 71% e no sexo feminino é de 54%. Em Meerpet, 12% da população está abaixo dos 6 anos de idade.